# Новаль (Во)
Новаль (фр. Novalles) — громада  в Швейцарії в кантоні Во, округ Юра-Нор-Водуа.

## Географія
Громада розташована на відстані близько 70 км на захід від Берна, 33 км на північ від Лозанни.
Новаль має площу 2,1 км², з яких на 4,5% дозволяється будівництво (житлове та будівництво доріг), 47,3% використовуються в сільськогосподарських цілях, 48,3% зайнято лісами, 0% не є продуктивними (річки, льодовики або гори).

## Демографія
2019 року в громаді мешкало 100 осіб (-1% порівняно з 2010 роком), іноземців було 9%. Густота населення становила 49 осіб/км².
За віковим діапазоном населення розподілялося таким чином: 23% — особи молодші 20 років, 55% — особи у віці 20—64 років, 22% — особи у віці 65 років та старші. Було 41 помешкань (у середньому 2,4 особи в помешканні).